# Das Mädchen und der Mörder
Das Mädchen und der Mörder, auch oftmals unter dem Titel Die Ermordung Trotzkis oder in Kombination beider Titel zu lesen (Originaltitel: L‘assassinat de Trotsky) ist ein 1971 gedrehtes, italienisch-französisches Filmdrama von Joseph Losey. Neben Richard Burton als Revolutionär Trotzki im mexikanischen Exil spielen Alain Delon (als Trotzkis Mörder) und Romy Schneider (als das titelgebende Mädchen) weitere Hauptrollen.

## Handlung
Mexiko-Stadt im Jahre 1940. In der Vorstadt Coyoacán lebt seit seiner Flucht aus Stalins Sowjetunion der bolschewistische Revolutionär und einstige Weggefährte Lenins, Leo Trotzki, im Exil. Nur wenige Menschen lässt der stets auf der Hut vor etwaigen, von Stalin gedungenen Attentätern befindliche alte Mann an sich heran. Sein Haus wird schwer bewacht, völlig freien Zugang hat lediglich Trotzkis Lebensgefährtin Natalja. Am 23. Mai 1940 unternimmt eine im Auftrag von Stalins NKWD tätige Gruppe linientreuer Kommunisten unter der Führung des mexikanischen Malers Ruiz einen Anschlag auf das Gebäude. Das Attentat misslingt, lediglich Sheldon Harte, der amerikanische Leibwächter Trotzkis, gerät in die Hände der Verbrecher und wird wenig später tot aufgefunden. In einem Gespräch mit dem Polizeipräsidenten der mexikanischen Hauptstadt, Salazar, gesteht Trotzki zwar ein, dass man ihn vor einem anstehenden Anschlag gewarnt habe, bestreitet aber ganz entschieden, die Attacke eigenhändig inszeniert zu haben, um die Sympathien in der Öffentlichkeit zu seinen Gunsten zu beeinflussen.
Gita Samuels arbeitet für Trotzki als Dolmetscherin und ist eine überzeugte Anhängerin des 60-Jährigen. Sie lebt mit einem angeblichen Kanadier namens Frank Jacson zusammen, der im Im- und Exportgeschäft tätig sein soll. In Wahrheit hat er direkt aus Moskau den Auftrag bekommen, Leo Trotzki zu ermorden. Über Gita erhofft er sich das Vertrauen des Stalin-Widersachers zu erschleichen. Nach einiger Zeit lässt Trotzki ihn dank der Fürsprache Gitas auch tatsächlich in sein Umfeld. Und tatsächlich beginnt der alternde Revolutionär Gefallen an dem jungen Mann zu entwickeln. Am 20. August 1940 bittet Jacson Trotzki darum, ihm beim Verfassen eines journalistischen Artikels zu helfen. Während sich der Exilant über den Artikel beugt, um diesen zu lesen, holt Jacson, in Wahrheit ein gebürtiger Katalane namens Ramón Mercader, einen bei sich versteckten Eispickel heraus und schlägt wie besinnungslos auf Trotzkis Kopf ein. Dieser hat noch genug Kraft, aufzustehen, den Attentäter abzuwehren und sogar auf Jacson loszugehen. Die hinzueilenden Leibwächter bittet Trotzki, den Attentäter nicht zu töten.
Jacson alias Mercader wird verhaftet, seine vor dem Haus auf ihn wartenden Mitverschworenen müssen ohne ihn fliehen. Trotzki hat zwar schwere Kopfverletzungen davongetragen, wird aber noch bei Bewusstsein in das nächste Krankenhaus eingeliefert. Dort wacht Natalja an seinem Krankenbett. Schließlich verliert er das Bewusstsein. Derweil wird Jacson von Polizeipräsident Salazar einem scharfen Verhör unterzogen. Man will vor allem seinen Auftraggeber wissen, wer ihn für diese besonders grausame Bluttat bezahlt habe und welche Motive er gehabt habe. Doch Jacson schweigt eisern. Um ihn „weichzukochen“, führt man sogar Gita ins Vernehmungszimmer, die wutentbrannt den Polizisten zuruft: „Tötet ihn!“ Ihre Enttäuschung über ihren Irrtum in diesem Mann, den sie einst geliebt hatte, ist dem Hass gewichen. Es ist das einzige Mal, dass Jacson die Fassung verliert und beinah zusammenbricht. Doch er sagt lediglich: „Ja, ich habe Trotzki ermordet.“ In diesen Stunden erliegt der Exilrevolutionär im Krankenhaus seinen schwerwiegenden Verletzungen. Von den Straßen erklingen Fetzen eines Revolutionsliedes, dessen Töne noch hoch oben im Vernehmungszimmer zu hören sind.

## Produktionsnotizen
Das Mädchen und der Mörder lief erstmals am 30. März 1972 in Frankreich an und wurde am 26. Oktober 1972 in Deutschland herausgebracht. Richard McDonald schuf die Filmbauten.

## Kritiken
„Ein Losey-Thema: Eingeschlossene, psychisch und physisch von der Außenwelt abgekapselt; die Beziehungen in diesem hermetischen Terrain seltsam ritualisiert und von einem morbiden oder unwirklichen Interieur geprägt; der Eindringling als das Moment der Irritation, der Bedrohung. Das äußerst kühl und präzise kalkulierte Protokoll eines gleichsam determinierten, mechanischen Geschehens, der distanzierte Blick in ein menschliches Panoptikum, auf komplexe Figuren jenseits bekannter Identifikationsmuster und Kinohelden – die meisten Filme Loseys folgten diesem Muster. (…) Kaum ein Filmregisseur erreicht heute so intensives, diszipliniertes Spiel. Romy Schneider als Werkzeug des Mörders: ein strenges, herbes Fräulein …, fanatisch für Trotzkij begeistert, manchmal wie erstaunt über das eigene erotische Feuer, weil sie die große Liebe nie erwartet hatte… Ein großartig gelungenes Porträt. Alain Delon bewegt sich eher in gewohnten Bahnen. Das Gesicht eine undurchdringliche Maske, das Gebaren statuarisch. (…) Ein labiler, schwacher Mensch, ein Nichts. (…) Schließlich Richard Burton: Das Gesicht sieht man nur selten groß, die Aura bekommt die Figur allein durch die Konstellation, die Handlung. Ein kauziger, mißtrauischer Alter, manchmal fahrig und unwirsch; eher robust als durchgeistigt. Das hat, trotz Brille und Spitzbart und (schlecht sitzender) Perücke, wenig zu tun mit Trotzkij.“

Im Lexikon des Internationalen Films heißt es: „Für Joseph Losey ist bei aller historischen Genauigkeit die Interpretation der Personen und ihrer Beziehungen wesentlich. Trotz einer gewissen Einseitigkeit und nicht ganz überzeugender Konzeption sehenswert.“

„In kalten, grau getönten Bildern liefert Joseph Losey seine Version eines bis heute nicht restlos aufgeklärten Verbrechens. Fazit: Große Stars in extrem nüchternem Drama.“

Der Spiegel nannte den Film „Joseph Loseys allzu privater Rückgriff auf die Revolutions-Historie“ und befand überdies: “Aus lauter Furcht, seine geliebte „Balance“ zu verlieren, hat der Regisseur seinen Titelhelden (Richard Burton) inmitten harmonischer Details zum unpolitischen alten Mann degradiert, dessen Todesfurcht nur von den Skrupeln seines Mörders im Gleichgewicht gehalten wird.”
Der Movie & Video Guide schrieb: „Die letzten Tage des russischen Rebellen, aufbereitet für ein uneinheitliches Melodram um Jäger und Gejagte“.
Halliwell‘s Film Guide charakterisierte den Film wie folgt: „Trostlose, historische Rekonstruktion mit reichlich fiktiver Ausfütterung, grundlegend undramatisch“.
Frankreichs Le Monde zog beim Erscheinen des Films in Frankreich das knappe Fazit: „Ein banaler Film“.